# ريكاردو بيدرو
ريكاردو بيدرو (مواليد 23 مارس 1977) هو سبّاح برتغالي، مثّل بلاده في الألعاب الأولمبية الصيفية 2000.

## روابط خارجية
ريكاردو بيدرو على موقع الاتحاد الدولي للسباحة (الإنجليزية)
- ريكاردو بيدرو على موقع أوليمبيديا (الإنجليزية)